# Votere
Votere (votisk: vadjalaizõt; russisk: водь, tr. vod) er en østersøfinsk folkegruppe bosat altovervejende i Ingermanland i det nuværende Rusland sydvest for Sankt Petersburg. Folkegruppen er næsten forsvundet, delvist som følge af sovjetiske forfølgelser.[kilde mangler] Voternes sprog kaldes votisk. Den overvejende religion er ortodokse kristne. Voternes nærmeste stammefrænder anses at være ingerne.
Ifølge Vilhelm Thomsen er voterne de samme som Nestorkrønikens vod.

## Udbredelse
Voternes udbredelsesområde er i Ingermanland nær den Finske Bugt, overvejende i landsbyerne Kukkusi (Kurovutsõ), Rajo (Mežnjaki), Jõgõperä (Krakolje), Liivtšülä (Peski) og Luuditsa (Lužitsõ).

## Historie
Voterne anses at være kommet til Ingermanland fra Estland formentlig fra omkring 100 e.Kr. og frem til omkring 1000 e.Kr., da deres kultur og levevis begyndte at adskille sig fra den estiske og at komme under indflydelse fra slaver, som fra Novgorod trængte frem. De ældste votiske levn anses at være særegne stengrave fra 300-600 e.Kr. fundet mellem Jaama (senere Kingissepa) og Gatšina og indeholdene en række smykker, som anses særegne for voternes folkedragter, især i kvindegrave.
Allerede fra tidlig middelalder blev voterne udsat for missionsvirksomhed, dels fra den katolske, dels fra den ortodokse kirkes side. Pave Alexander 3. rettede i sin bulle til biskop Stefan i Uppsala (1159-1181) opmærksomheden mod de votiske hedninger (pagani Watlandiae) og en ny henvendelse ved Gregor 9. i 1230 til ærkebiskoppen i Uppsala og biskoppen i Linköping. Allerede fra 1000-tallet regnedes voternes bosættelsesområde som Fyrstendømmet Novgorods nordligste del, og i 1300-tallet betegnedes området som "Vodskaja pjatine" (den votiske femtedel). Den votiske femtedel strakte sig som en kile fra Novgorod nordover med sin østre grænse langs floden Volchov til Ladoga og vestre grænse langs floden Luga til Narvabugten. Mod nord henregnedes desuden dele af det Karelske Næs og området omkring Sestrafloden til området. I selve Novgorod fandtes en gade ved navn Tšud, hvorfra vejen mod voternes fremtedel udgik nordpå. Allerede tidligt forsøgte voterne at frigøre sig fra Novgorods overherredømme. I 1069 deltog voterne i fyrst Vseslav af Polotsk angreb på Novgorod men led store tab.
Senere, i 1149 deltog voter i Novgorod-boernes angreb på tavasterne i Finland. Til trods for, at karelerne og voterne hørte til den samme ortodokse kirke i Novgorod, udnævnte paven i 1255 med ærkebiskoppen i Riga som mellemled en egen biskop for de karelske og votiske områder. Efter erobringen af Estland foretog korstogsridderne flere hærtog ind i Ingermanland og opnåede i 1240 at oprette en grænsefæstning i Kaprio. Denne blev imidlertid senere erobret af russerne, som lavede den til militærbase. Endnu i årene 1444-1447 foretog tyske ordensriddere indfald i Ingermanland. Under et af disse hærtog blev et større antal voter forflyttet til Kurland og bosat nær staden Bauske. Disse indflyttere kaldtes af letterne for kreviner ("russere"). Endnu i 1848 fandtes der enkelte tilbage, som talte votisk, men i 1870-erne var de gået over til lettisk.
Efter, at Novgorod i slutningen af 1400-tallet var blevet underkuet af storfyrstendømmet Moskva, blev voterne udsatte for fornyede deportationer. 1484 og 1488 blev et større antal voter tvangsforflyttede til indre dele af Rusland, mens russiske kolonister blev indflyttede til Ingermanland. Voternes kristne tro var dog næppe dyb, idet 1534 klagede ærkebispen Makarius i Novgorod over, at voterne fortsat levede i hedenskab, og denne klage blev gentaget af den nye biskop Feodosius i 1548, hvilket førte til udsendelsen af missionærer til byerne for at udrydde hedenskaben.
Ved freden i Stolbova 1617 blev Ingermanland forenet med Sverige. Dette førte til, at store grupper af voter og ingrere flygtede til Rusland af frygt for at blive påtvunget den reformerte tro. De landsbyer, som derved blev mennesketomme, fik i stedet tilflyttere fra grænsesogne i Finland, hvor den lutherske lære var udbredt.
I 1920-erne blev voterne ikke berørte af Sovjetunionens befolkningspolitik: de fik ikke autonomi og havde ingen egne skoler på eget modersmål, og assimileredes med tiden i stigende grad med russere, finner, ingrier, estere og (for de til Letland deporteredes vedkommende) letter. Under kollektiviseringen i Sovjetunionen skete en deportering 1929-1931, som også ramte voterne. Hungersnød og gentagne deporteringer har jævnligt nedbragt voternes antal mere og mere. Deres sidste bosættelser ligger i mindre områder mellem Narvabugten og fæstningen i Kaprio i det nordvestre Ingermanland. De byer, der indtil 2. verdenskrig endnu havde en votisk befolkning, var delt i 2 grupper, hvoraf den ene omfattede Joenperä, Liiva og Luužitsa ved Lugas udløb, den anden Kattila, Mati, Kŏrvvŏttula, Sauvokkala, Jarvikoinen, Rudja, Pummala, Lempola og Pihlaala.
Under 2. verdenskrig forsvandt Jarvikoinen og Pihlaala som følge af krigen. Fronten mellem tyskere og Sovjetunionen gik gennem deres område. Hen imod krigens slutning, da Ingermanland-finner blev evakueret til Finland, fulgte en del voter med (blot for efterfølgende at blive udleveret til Sovjet).
Efter Sovjetunionens sammenbrud oplevede voterne en etnisk genopvågning: i 1997 oprettede Tatjana Jefimova, der var gift med en voter, i Luuditsa et museum med etnografiske genstande og gamle fotografier. Siden år 2000 er afholdt en sommerfest hvert år for votere og votisk interesserede. I 2003 blev officielt indstiftet det votiske flag, våben og hymne. I Jõgõperä gymnasium undervises i votisk sprog og kultur. I 2003 udgaves den første bog på votisk, "Vadda kaazgõt. Vodskije skazki". Endnu ved indgangen til det 21. århundrede var et mindre antal voter endnu i live.

## Antal
| år            | kilde                                   | antal       |
| ------------- | --------------------------------------- | ----------- |
| 1848          | Peter von Köppen                        | 5.148       |
| 19. årh. ende | Eemil Nestor Setälä                     | 1.500-3.000 |
| 1915          | Lauri Kettunen                          | 1.000       |
| 1926          | folketælling                            | 705         |
| 1930          | Russiske Videnskabsakademis ekspedition | 500         |
| 1938          | Iso tietosanakirja                      | 500-700     |
| 1942          | Gustav Ränk                             | 400-500     |
| 1943          | Julius Mägiste                          | ca. 500     |
| 1948          | Paul Ariste                             | 100         |
| 1957          | Paul Ariste                             | 25          |
| 1995          | Heinike Heinsoo                         | ca. 60      |

## Levevis
Voterne har traditionelt været landbrugere.